# Laura Harris
Laura Elizabeth Harris (nacida el 20 de noviembre de 1976) es una actriz canadiense que ha aparecido en una amplia variedad de películas y programas de televisión, conocida por sus papeles de Marybeth Louise Hutchinson en The Faculty (1998), Maggie en Severance (2006), Daisy Adair en Tan muertos como yo y Marie Warner en la temporada 2 de 24. Hizo una pausa en la actuación en 2015 después de casi 28 años, pero comenzó a reaparecer en papeles a partir de 2021. A veces se la acredita como Elizabeth Harris y Laura E. Harris.

## Biografía
Harris es hija de maestros de escuela. Comenzó a actuar en radionovelas y series de animación cuando tenía cinco años. Cuando era niña, Harris fue educado en Crofton House School y asistió a la universidad a través de correspondencia de la UC. Después de trabajar casi 14 años en televisión, se adentró al cine actuando cuando era adolescente.
Es conocida por sus papeles de Daisy Adair en la serie de cable Tan muertos como yo  y de Marie Warner en el drama de espías 24. Su carrera cinematográfica se remonta a 1990 cuando apareció en una adaptación de It de Stephen King como Loni. Apareció como Marybeth Louise Hutchinson en The Faculty en 1998.
En 2006, interpretó a Maggie en una película de terror británico-alemana llamada Severance, dirigida por Christopher Smith y escrita por Smith y James Moran. En el verano de 2009, coprotagonizó la serie de ciencia ficción coproducida internacionalmente Defying Gravity como Zoe Barnes. También ha prestado voces en programas de televisión animados, incluidos The New Adventures of Beany and Cecil, Astonishing X-Men, Hulk y los agentes de S.M.A.S.H. y My Little Pony Tales.
Aunque nunca dejó oficialmente de actuar, en 2010 cambió su enfoque a la educación y comenzó a asistir a la universidad en la Universidad de California en Berkeley. Mientras estuvo allí, comenzó a mostrar interés en el activismo. En 2013, comenzó a trabajar para una empresa de tecnología que también trabajaba para mejorar las comunidades locales, políticamente y de otro modo.
En 2021, después de una pausa de 6 años en la actuación, asumió el papel de Willow Ward en el programa de Netflix Scaredy Cats, apareciendo en 3 episodios. También en 2021, Laura participó en la película Gone Mom de Lifetime Channel.

## Filmografía

### Cine
| Año  | Título                                                           | Papel                      | Notas |
| ---- | ---------------------------------------------------------------- | -------------------------- | ----- |
| 1992 | Stay Tuned                                                       | Novia #1                   |       |
| 1995 | Best Wishes Mason Chadwick                                       | May                        |       |
| 1997 | Habitat                                                          | Deborah Marlowe            |       |
| 1997 | Suicide Kings                                                    | Elise Chasten              |       |
| 1997 | Kitchen Party                                                    | Tammy Driscoll             |       |
| 1998 | The Faculty                                                      | Marybeth Louise Hutchinson |       |
| 1999 | The Manor                                                        | Gillian Ravenscroft        |       |
| 1999 | Just the Ticket                                                  | Alice / 'Cyclops'          |       |
| 2000 | The Highwayman                                                   | Ziggy Watson               |       |
| 2000 | The Calling                                                      | Kristie St. Clair          |       |
| 2001 | Going Greek                                                      | Paige Forrester            |       |
| 2001 | Come Together                                                    | Charlotte Hart             |       |
| 2003 | A Mighty Wind                                                    | Girl Klapper               |       |
| 2003 | It's Better to Be Wanted for Murder Than Not to Be Wanted at All | Ann Clemons                |       |
| 2006 | Severance                                                        | Maggie                     |       |
| 2008 | Corporate Affairs                                                | Cassie Meyers              |       |
| 2011 | Final Sale                                                       | Ally Graves                |       |
| 2011 | Underworld: Endless War                                          | Selene (voz)               |       |
| 2012 | Path of Souls                                                    | Grace Hudson               |       |
| 2013 | Officer Down                                                     | Ellen Logue                |       |
| 2013 | The Privileged                                                   | Julia Westwood             |       |
| 2014 | Preggoland                                                       | Shannon                    |       |
| 2021 | Gone Mom                                                         | Audrey                     |       |

### Televisión
| Año       | Título                                   | Papel                           | Notas                                    |
| --------- | ---------------------------------------- | ------------------------------- | ---------------------------------------- |
| 1988      | The New Adventures of Beany and Cecil    | Voz                             | Recurrente                               |
| 1990      | It                                       | Loni                            | Miniserie de televisión                  |
| 1990      | Funky Fables                             | Wendy (voz)                     | Episodio: "Peter Pan"                    |
| 1991–1993 | Hillside                                 | Ashley Frasier                  |                                          |
| 1992      | My Little Pony Tales                     | Bright Eyes (voz)               | 21 episodios                             |
| 1994      | The Odyssey                              | Vampira                         | Episodio: "Night Life"                   |
| 1994      | Highlander                               | Julia Renquist                  | Episodio: "Obsession"                    |
| 1994      | M.A.N.T.I.S.                             | Adolescente                     | Episodio: "Through the Dark Circle"      |
| 1995      | The X-Files                              | Andrea                          | Episodio: "Die Hand Die Verletzt"        |
| 1995      | Ebbie                                    | Martha Cratchet                 | Película de televisión                   |
| 1996      | For Those Who Hunt the Wounded Down      | Lucy Bines                      | Película de televisión                   |
| 1996      | The Halfback of Notre Dame               | Jill Volsner                    | Película de televisión                   |
| 1996      | Susie Q                                  | Jannete                         | Película de televisión                   |
| 1996      | A Kidnapping in the Family               | Josie Cooper                    | Película de televisión                   |
| 1996      | Sabrina the Teenage Witch                | Freddie                         | Película de televisión                   |
| 1996      | Sliders                                  | Margo Hall                      | Episodio: "The Young and the Relentless" |
| 1996      | Abduction of Innocence                   | Laura Rhoads                    | Película de televisión                   |
| 1996      | Murder at My Door                        | Valerie Sanders                 | Película de televisión                   |
| 1997      | The Outer Limits                         | Sarah Hayward                   | Episodio: "Feasibility Study"            |
| 1997      | Moment of Truth: Into the Arms of Danger | Jan                             | Película de televisión                   |
| 1997      | poltergeist: The Legacy                  | Tracy Lasker                    | Episodio: "Rough Beast"                  |
| 1998      | Nobody Lives Forever                     | Kimberly Corley                 | Película de televisión                   |
| 1999      | Total Recall 2070                        | Elana                           | Episodio: "Nothing Like the Real Thing"  |
| 2001      | The Outer Limits                         | Mona Lisa 37X                   | Episodio: "Mona Lisa"                    |
| 2002–2003 | 24                                       | Marie Warner                    | 14 episodios                             |
| 2003      | Jake 2.0                                 | Angela Hamilton / Angela Wright | Episodio: "The Spy Who Really Liked Me"  |
| 2003–2004 | Tan muertos como yo                      | Daisy Adair                     | 24 episodios                             |
| 2005      | A Friend of the Family                   | Alison Shaw                     | Película de televisión                   |
| 2005      | La zona muerta                           | Miranda Ellis                   | Episodios: "Vanguard", "Saved"           |
| 2006      | La zona muerta                           | Miranda Ellis                   | Episodio: "Forbidden Fruit"              |
| 2006      | Hollis & Rae                             | Rae Devereauz                   | Piloto de televisión                     |
| 2006      | Four Extraordinary Women                 | Sharon                          | Película de televisión                   |
| 2006      | Stargate Atlantis                        | Nola                            | Episodio: "The Game"                     |
| 2007      | CSI: Crime Scene Investigation           | Diane Kentner                   | Episodio: "Fallen Idols"                 |
| 2007–2008 | Women's Murder Club                      | Jill Bernhardt                  | 13 episodios                             |
| 2009      | Defying Gravity                          | Zoe Barnes                      | 13 episodios                             |
| 2010      | Merlin and the Book of Beasts            | Avlynn                          | Película de televisión                   |
| 2010      | Almacén 13                               | Lauren Andrews                  | Episodio: "Merge with Caution"           |
| 2011      | Snowmageddon                             | Beth Miller                     | Película de televisión                   |
| 2012      | Astonishing X-Men                        | Kitty Pryde / Shadowcat (voz)   | 3 episodios                              |
| 2012      | An Officer and a Murderer                | Det. Jennifer Dobson            | Película de televisión                   |
| 2014      | Hulk y los agentes de S.M.A.S.H.         | Elloe Kaifi (voz)               | Episodio: "Planet Leader"                |
| 2015      | Whole Day Down                           | Ester                           | Episodio: "La Cage Aux Artiste"          |
| 2021      | Scaredy Cats                             | Willow Ward                     | 3 episodios                              |